# Dipoena appalachia
Dipoena appalachia är en spindelart som beskrevs av Claude Lévi 1953. Dipoena appalachia ingår i släktet Dipoena och familjen klotspindlar. Inga underarter finns listade i Catalogue of Life.